# Liste der Wappen im Landkreis Waldshut
Diese Liste beinhaltet alle in der Wikipedia gelisteten Wappen des Landkreises Waldshut in Baden-Württemberg, inklusive historischer Wappen. Fast alle Städte, Gemeinden und Kreise in Baden-Württemberg führen ein Wappen. Sie sind über die Navigationsleiste am Ende der Seite erreichbar.

## Landkreis Waldshut

Wappen des Landkreises Waldshut[1]
Der Landkreis Waldshut in Baden-Württemberg
Wappen des Landkreises Waldshut bis 1973

## Städtewappen im Landkreis Waldshut

Bad Säckingen[2]
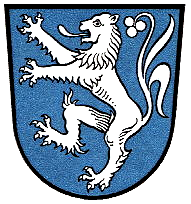
Bonndorf im Schwarzwald
Laufenburg (Baden)[4]
St. Blasien[5]
Stühlingen[6]
Waldshut-Tiengen[7]
Wehr[8]

## Gemeindewappen im Landkreis Waldshut

Albbruck[9]
Bernau im Schwarzwald[10]
Dachsberg (Südschwarzwald)[11]
Dettighofen[12]
Dogern[13]
Eggingen[14]
Grafenhausen[15]
Görwihl[16]
Häusern[17]
Herrischried[18]
Höchenschwand[19]
Hohentengen am Hochrhein[20]
Ibach[21]
Jestetten[22]
Klettgau[23]
Küssaberg[24]
Lauchringen[25]
Lottstetten[26]
Murg[27]
Rickenbach[28]
Todtmoos[29]
Ühlingen-Birkendorf[30]
Weilheim[31]
Wutach[32]
Wutöschingen[33]

## Wappen ehemaliger Gemeinden

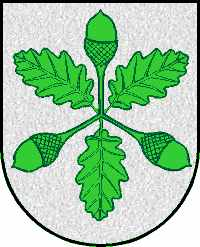
Aichen
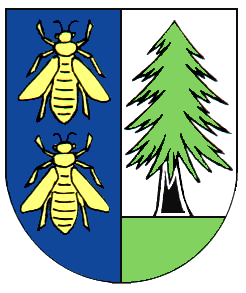
Albtal
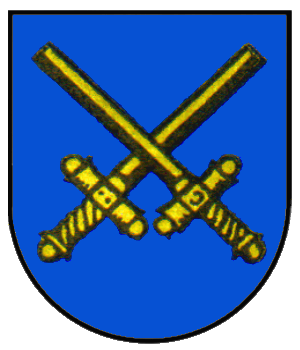
Altenburg
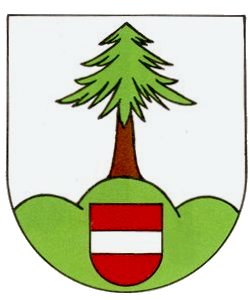
Altenschwand
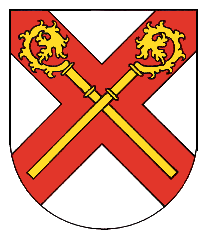
Amrigschwand
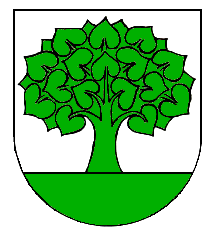
Baltersweil
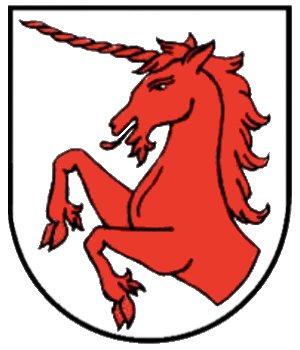
Bannholz
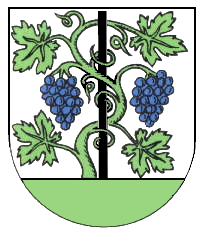
Bechtersbohl
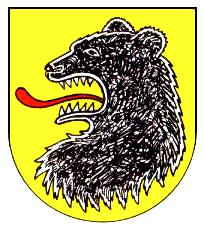
Berau
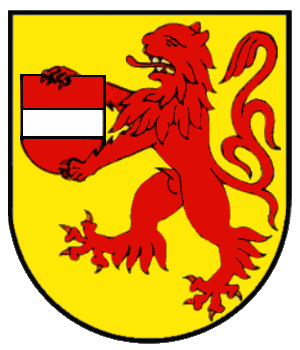
Bergalingen
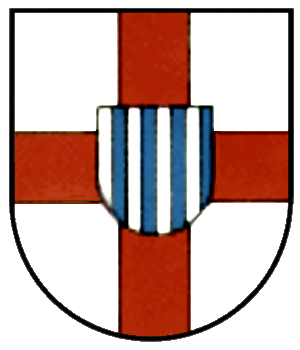
Bergöschingen
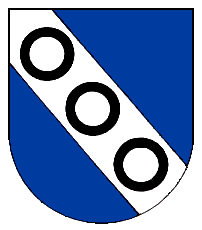
Berwangen
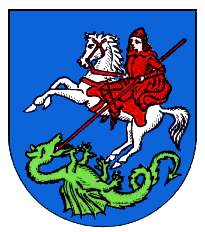
Bettmaringen
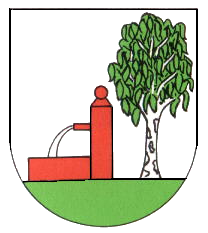
Bierbronnen
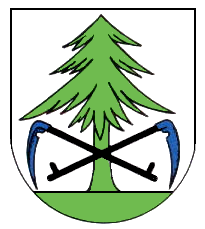
Binzgen
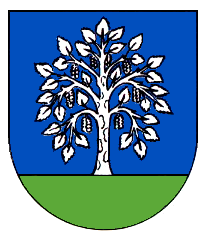
Birkendorf
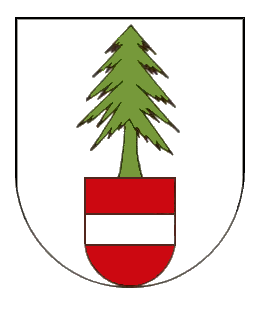
Birkingen
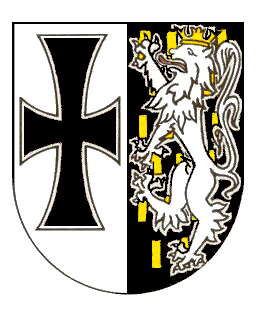
Birndorf
Blumegg[52]
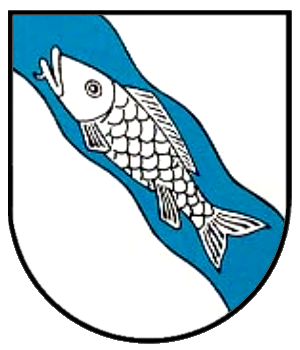
Boll
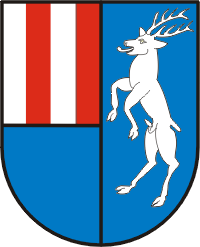
Breitenfeld
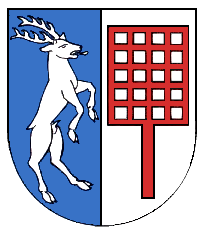
Brenden
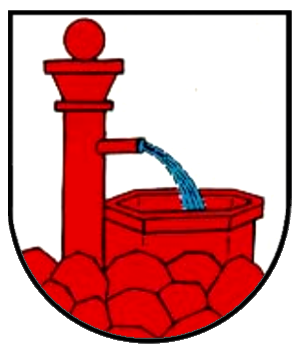
Brunnadern
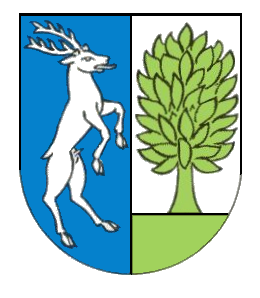
Buch
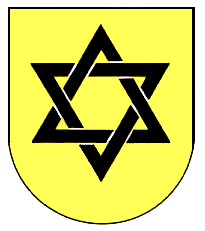
Bühl
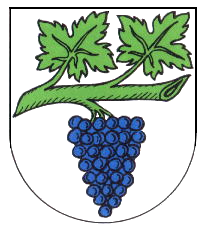
Dangstetten
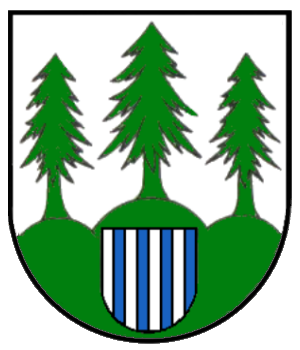
Degernau
Dettighofen (alt)[61]
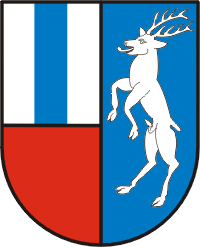
Detzeln
Dillendorf[63]
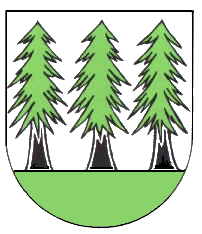
Eberfingen
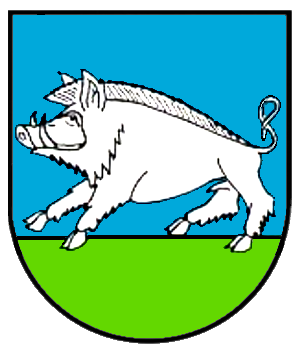
Ebnet
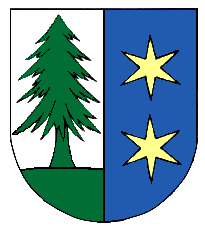
Engelschwand
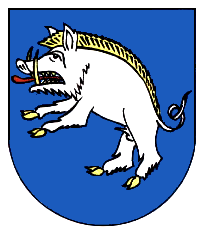
Erzingen
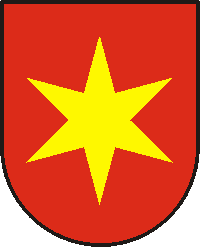
Eschbach
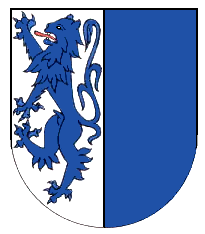
Ewattingen
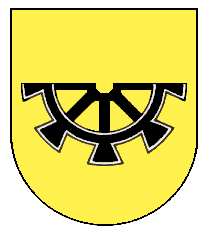
Geißlingen
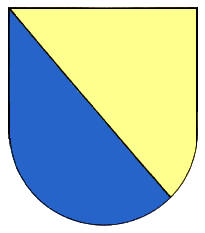
Grießen
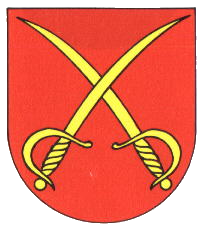
Grimmelshofen
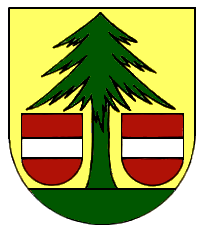
Großherrischwand
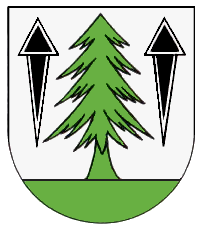
Grunholz
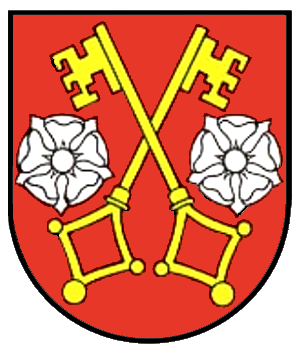
Gündelwangen
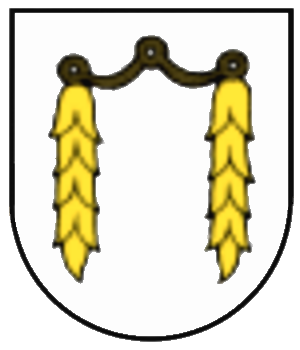
Günzgen
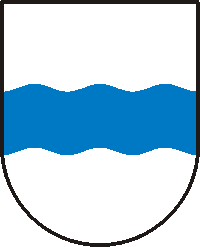
Gurtweil
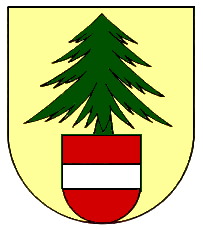
Hänner
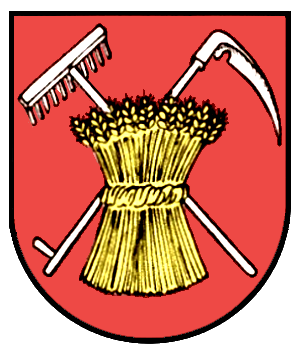
Harpolingen
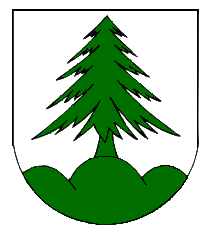
Hartschwand
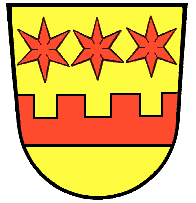
Hauenstein
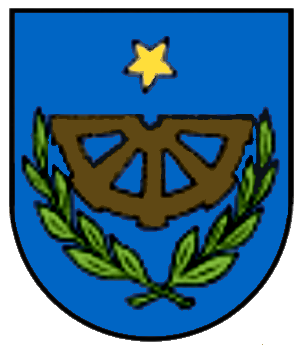
Herdern
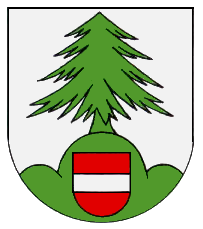
Hochsal
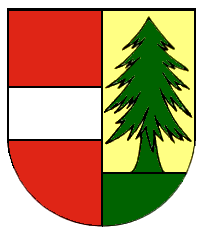
Hogschür
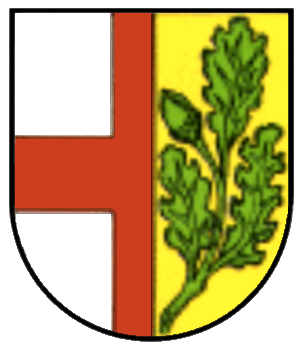
Hohentengen (alt)
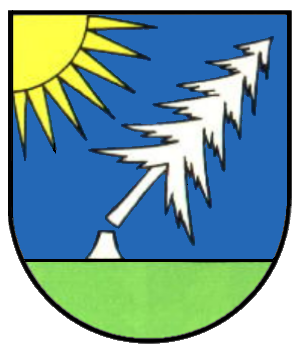
Holzschlag
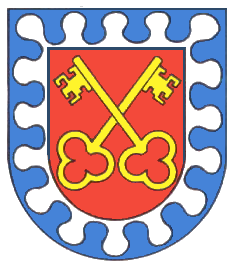
Horheim
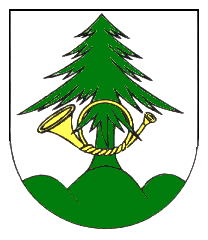
Hornberg
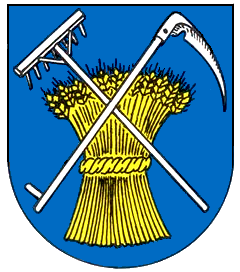
Hottingen
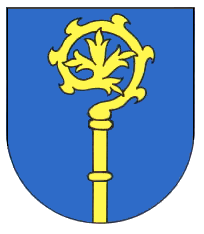
Hürrlingen
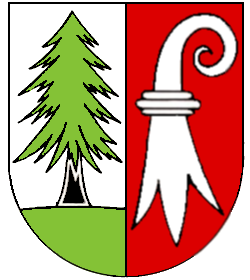
Hütten
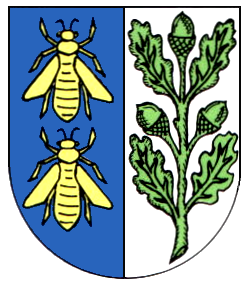
Immeneich
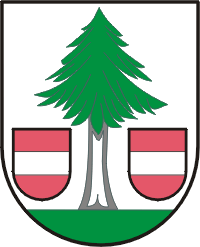
Indlekofen
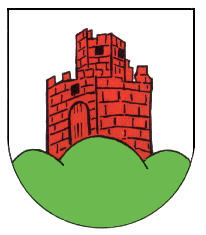
Kadelburg
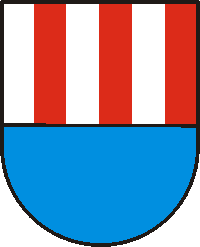
Krenkingen
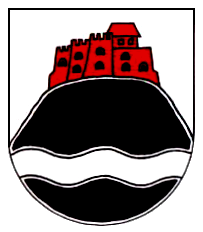
Küssaberg 1975–1983
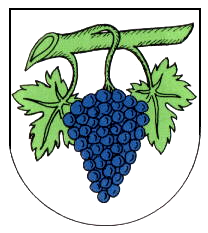
Küßnach
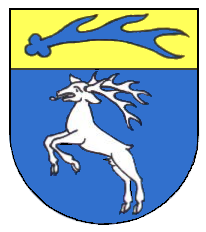
Lausheim
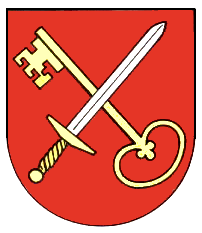
Lembach
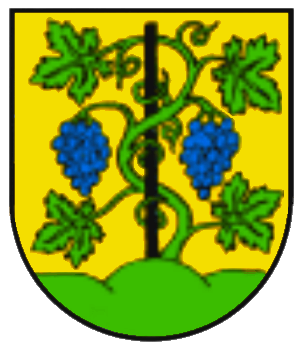
Lienheim
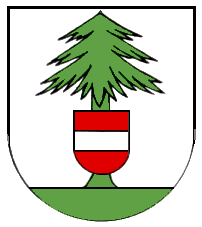
Luttingen
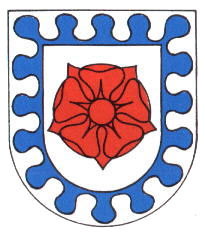
Mauchen
Menzenschwand[103]
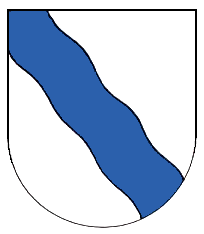
Mettenberg
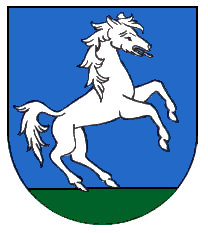
Münchingen
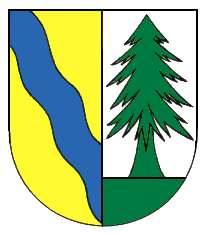
Niedergebisbach
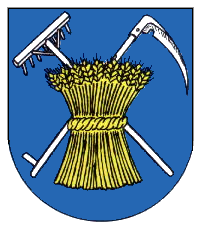
Niederhof
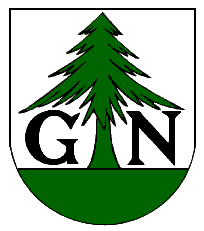
Niederwihl
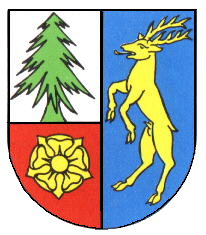
Nöggenschwiel
Oberalpfen[110]
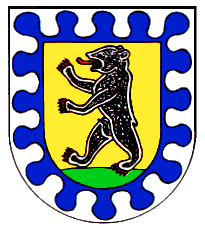
Obereggingen
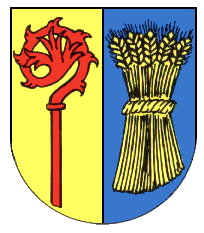
Oberhof
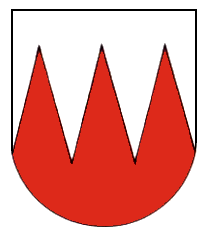
Oberlauchringen
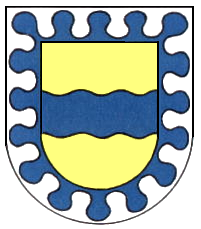
Obermettingen
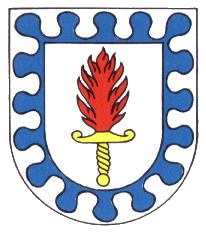
Oberwangen
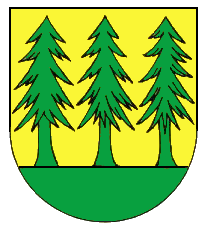
Oberwihl
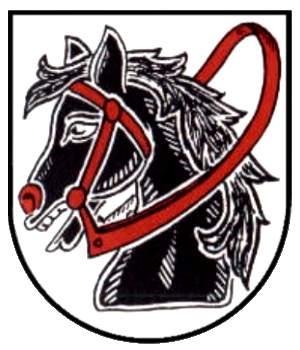
Öflingen
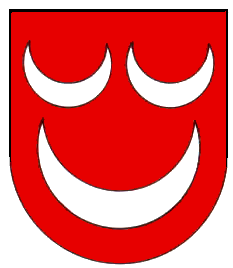
Ofteringen
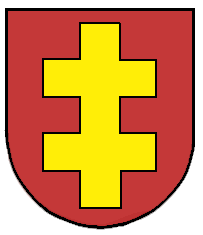
Rechberg
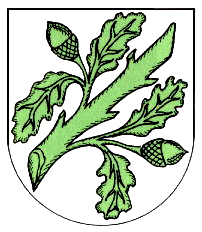
Reckingen
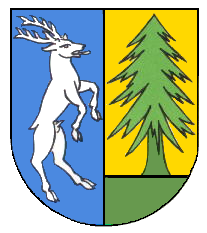
Remetschwiel
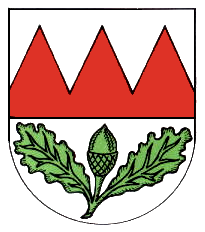
Rheinheim
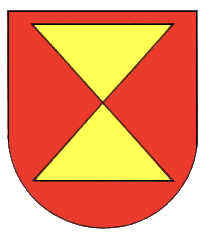
Riedern am Sand
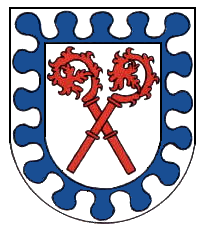
Riedern am Wald
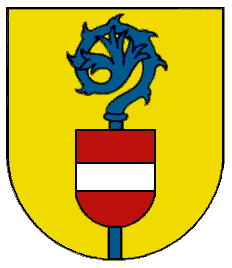
Rippolingen
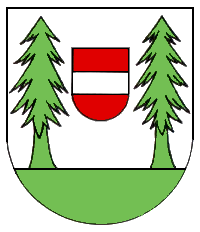
Rotzel
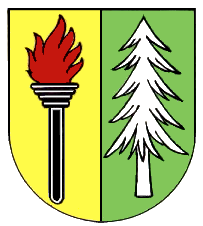
Rotzingen
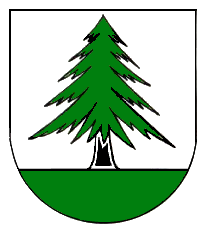
Rüßwihl
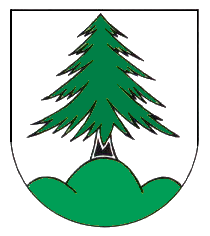
Rütte
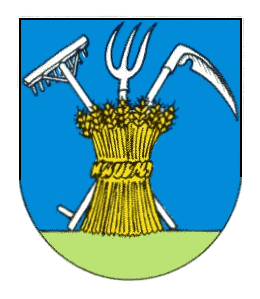
Schachen
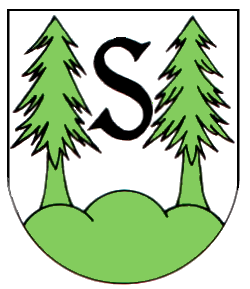
Schlageten
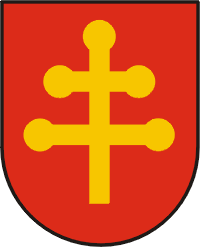
Schmitzingen
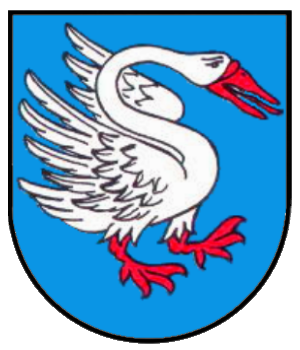
Schwaningen
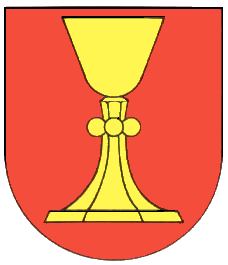
Schwerzen
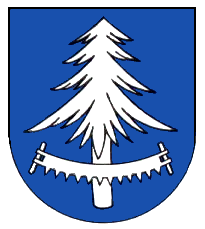
Segeten
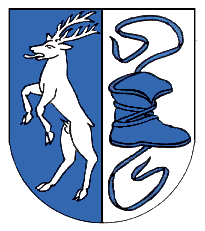
Staufen
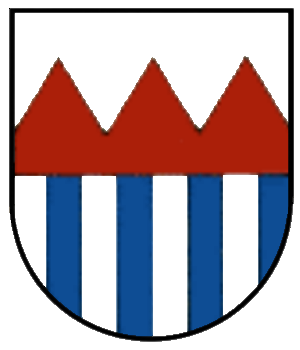
Stetten
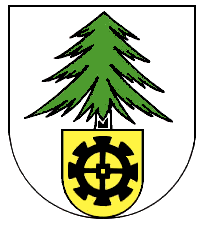
Strittmatt
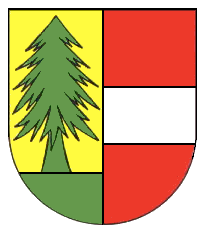
Tiefenhäusern
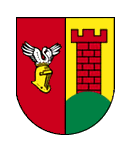
Tiefenstein
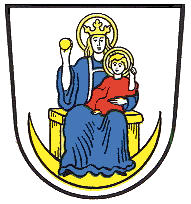
Tiengen/Hochrhein
Unteralpfen[142]
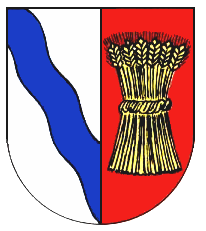
Untereggingen
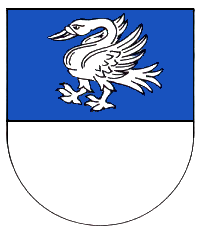
Unterlauchringen
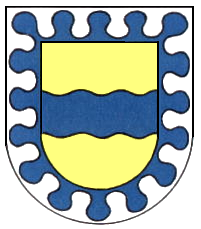
Untermettingen
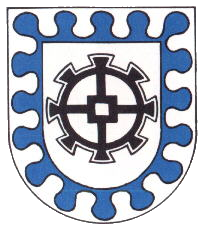
Unterwangen
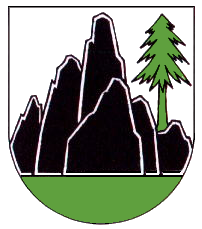
Urberg
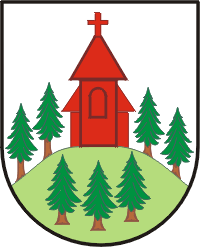
Waldkirch
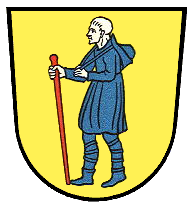
Waldshut
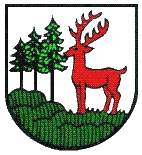
Wallbach
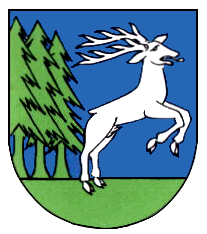
Wehrhalden
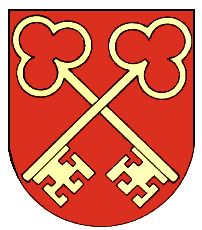
Weilheim (alt)
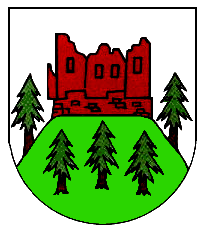
Weisweil
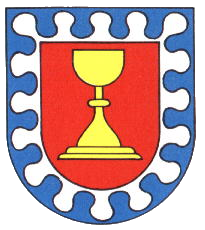
Weizen
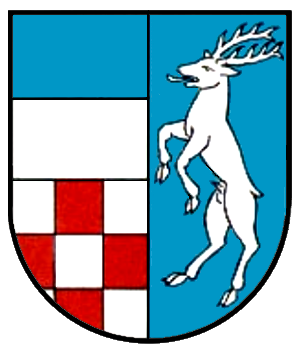
Wellendingen
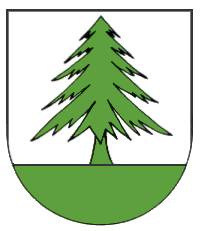
Wilfingen
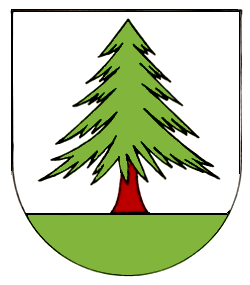
Willaringen
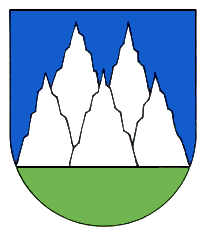
Wittenschwand
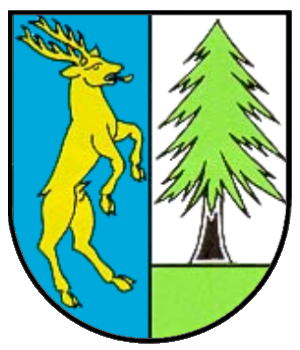
Wittlekofen
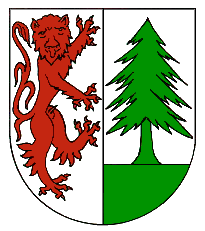
Wolpadingen
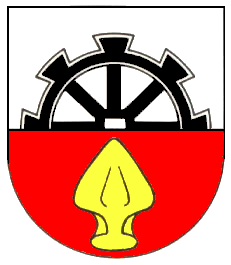
Wutöschingen (alt)

## Blasonierungen
1. ↑  Landkreis Waldshut: Durch einen silbernen Wellenschrägbalken geteilt, oben in Grün ein schrägliegender, aus dem hinteren Schildrand wachsender goldener Abtsstab, unten in Blau ein goldenes Turbinenrad.
2. ↑  Bad Säckingen: Unter rotem Schildhaupt in Schwarz ein silberner Geldbeutel.
3. ↑  Bonndorf im Schwarzwald: In Blau ein silberner Löwe.
4. ↑  Laufenburg (Baden): In Gold ein roter Löwe.
5. ↑  St. Blasien: In Blau ein linksgewendeter, steigender goldener Hirsch.
6. ↑  Stühlingen: In von Silber und Blau geteiltem Schild ein wachsender, silbern gekleideter bärtiger Mannsrumpf, am Wams drei blaue Knöpfe, die blaue Mütze an der Spitze und am Stulp mit Federbällchen besteckt.
7. ↑  Waldshut-Tiengen: In gespaltenem Schild vorne in Gold ein nach links gewendeter blau gekleideter Mann, den breitkrempigen Hut an einer über die Schulter gelegten Schnur auf dem Rücken tragend, in der Linken einen blauen Stock, die Rechte mit der Hutschnur spielend; hinten in Blau auf einer liegenden goldenen Mondsichel stehend die golden gekleidete, golden gekrönte und nimbierte Madonna, mit der Linken das golden gekleidete und nimbierte Kind haltend.
8. ↑  Wehr: In Silber ein blauer Wellenbalken, auf den Wellenlinien nebeneinander stehend oben vier grüne, unten vier silberne Laubbäume.
9. ↑  Albbruck: In Silber auf blauem Wellenschildfuß eine durchgehende, einbogige rote Steinbrücke, worauf zwei grüne Tannen.
10. ↑  Bernau im Schwarzwald: In Gold ein aufgerichteter, rot bewehrter und rot bezungter schwarzer Bär.
11. ↑  Dachsberg (Südschwarzwald): In gespaltenem Schild vorn in Silber eine grüne Tanne mit schwarzem Stamm auf grünem Dreiberg, hinten in Rot ein silberner Leopard.
12. ↑  Dettighofen: In Blau über einem goldenen Dreiberg mit drei Spitzen ein zunehmender goldener Mond mit Gesicht.
13. ↑  Dogern: In gespaltenem Schild vorne in Silber auf grünem Boden eine grüne Tanne, hinten in Blau ein zunehmender goldener Mond mit Gesicht.
14. ↑  Eggingen: In gespaltenem Schild vorn in Silber ein blauer Wellenschrägbalken und hinten in Rot ein goldener Bär.
15. ↑  Grafenhausen: In Blau die silbern gekleidete Justitia mit silberner Augenbinde, in der Rechten ein gestürztes Schwert, in der Linken eine goldene Waage haltend.
16. ↑  Görwihl: In gespaltenem Schild vorne in Rot ein halber silberner Adler am Spalt, im Fang ein goldenes Szepter haltend, hinten in Gold eine aus dem unteren Schildrand wachsende grüne Tanne, an deren Stamm ein rotes Eichhörnchen emporklettert.
17. ↑  Häusern: In Gold eine rote Burg mit drei Zinnentürmen.
18. ↑  Herrischried: In Silber auf grünem Schildfuß eine grüne Tanne, an der sich beiderseits je ein roter Hirsch aufrichtet.
19. ↑  Höchenschwand: In gespaltenem Schild vorne in Blau ein linksgewendeter, steigender goldener Hirsch, hinten in Rot ein silberner Balken.
20. ↑  Hohentengen am Hochrhein: In gespaltenem Schild vorne in Silber ein durchgehendes halbes rotes Kreuz am Spalt, hinten von Silber und Blau siebenmal gespalten.
21. ↑  Ibach: In Gold ein abgebrochener roter Abtsstab zwischen je einem aus der rechten unten linken Schildflanke kommenden grünen Dreiberg.
22. ↑  Jestetten: In Rot ein silbernes Tor mit zwei offenen Torflügeln, darin eine grüne Traube mit Blatt und ein Rebmesser in natürlicher Farbe.
23. ↑  Klettgau: In gespaltenem Schild vorn in Blau eine silberne Tanne, hinten in Silber fünf aus dem Schildrand hervorgehende rote Spitzen.
24. ↑  Küssaberg: In Silber auf steilem, mit einem silbernen Wellenbalken belegten grünen Berg eine rote Burg; der Wellenbalken ist in der Mitte mit einem schwarzen Wellenfaden durchzogen.
25. ↑  Lauchringen: In geteiltem Schild oben in Silber drei aufsteigende rote Spitzen, unten in Blau ein silberner Schwan.
26. ↑  Lottstetten: In Rot eine goldene Korngarbe.
27. ↑  Murg: In gespaltenem Schild vorne in Silber auf grünem Schildfuß eine grüne Tanne mit schwarzem Stamm, hinten in Gold ein halbes, achtspeichiges schwarzes Zahnrad am Spalt.
28. ↑  Rickenbach: In gespaltenem Schild vorn in Silber eine gestürzte rote Geige, hinten in Blau auf goldenem Dreiberg eine silberne Tanne.
29. ↑  Todtmoos: Über grünem Schildfuß von Rot und Silber gespalten, vorne ein goldenes Hochkreuz, überhöht von einem achtstrahligen, silbernen Stern, hinten eine grüne Tanne.
30. ↑  Ühlingen-Birkendorf: In Rot über einem nach oben offenen, mit einer silbernen Rose belegten silbernen Kranz schräggekreuzt ein silbernes Rutenbündel, aus dem ein silbernes Beil ragt, und ein silberner Anker.
31. ↑  Weilheim: In gespaltenem Schild vorne in Rot ein silberner Balken, hinten in Silber eine grüne Tanne mit schwarzem Stamm mit fünf Wurzeln.
32. ↑  Wutach: In gespaltenem Schild vorne in Silber ein rot bezungter blauer Löwe, hinten in Blau ein silberner Wellenpfahl.
33. ↑  Wutöschingen: In Gold über blauem Wellenbalken ein fünfspeichiges schwarzes Mühlrad.
34. ↑  Aichen: In Silber drei grüne Eicheln und drei Eichenblätter abwechselnd sternförmig mit den Stielen zusammengestellt.
35. ↑  Albtal: In gespaltenem Schild vorn in Blau zwei goldene Bienen übereinander, hinten in Silber auf grünem Boden eine grüne Tanne mit schwarzem Stamm.
36. ↑  Altenburg: In Blau zwei schräggekreuzte goldene Schwerter ohne Spitzen.
37. ↑  Altenschwand: In Silber auf grünem Dreiberg, belegt mit dem österreichischen Bindenschild, eine naturfarbene Tanne.
38. ↑  Amrigschwand: In Silber ein rotes Schrägkreuz, belegt mit zwei einander zugewendeten goldenen Abtsstäben.
39. ↑  Baltersweil: In Silber auf grünem Boden eine grüne Linde.
40. ↑  Bannholz: In Silber ein halbes rotes Einhorn.
41. ↑  Bechtersbohl: In Silber auf grünem Boden an schwarzem Stecken ein grüner Rebstock mit beiderseits einer blauen Traube und zwei Blättern.
42. ↑  Berau: In Gold ein rot bezungter schwarzer Bärenkopf.
43. ↑  Bergalingen: In Gold ein aufgerichteter roter Löwe, in den Vorderpranken den österreichischen Bindenschild haltend.
44. ↑  Bergöschingen: In Silber ein durchgehendes rotes Kreuz, belegt mit einem von Silber und Blau siebenmal gespaltenen Herzschild.
45. ↑  Berwangen: In Blau ein silberner Schrägbalken, belegt mit drei schwarzen Ringen.
46. ↑  Bettmaringen: In Blau auf rot gezäumtem silbernem Pferd der rot gerüstete hl. Georg, mit seiner Linken einen roten Speer einem grünen Drachen in den Rachen stoßend.
47. ↑  Bierbronnen: In Silber auf grünem Boden ein laufender roter Steinbrunnen und eine grüne Birke [mit natürlichem Stamm] nebeneinander.
48. ↑  Binzgen: In Silber auf grünem Boden eine grüne Tanne, vor dem Stamm zwei schräggekreuzte Sensen mit blauem Blatt und schwarzem Stiel.
49. ↑  Birkendorf: In Blau auf grünem Boden eine silberne Birke.
50. ↑  Birkingen: In Silber auf dem unteren Schildrand der österreichische Bindenschild, auf dessen Oberrand eine grüne Tanne.
51. ↑  Birndorf: In gespaltenem Schild vorne in Silber ein [schwebendes] schwarzes Tatzenkreuz, hinten in Schwarz, mit goldenen Schindeln bestreut, ein aufgerichteter, golden gekrönter, rot bezungter silberner Löwe.
52. ↑  Blumegg: Von Rot und silber-blauem Wolkenfeh fünfmal geteilt.
53. ↑  Boll: In Silber ein blauer Wellenschrägbalken, belegt mit einem nach oben schwimmenden silbernen Fisch.
54. ↑  Breitenfeld: In halb geteiltem und gespaltenem Schild vorne oben von Silber und Rot dreimal gespalten, unten Blau, hinten in Blau ein steigender silberner Hirsch.
55. ↑  Brenden: In gespaltenem Schild vorne in Blau ein linksgewendeter, steigender silberner Hirsch, hinten in Silber ein [mit dem Griff abwärts gekehrter] roter Rost.
56. ↑  Brunnadern: In Silber auf roten Steinen ein roter Brunnen mit blauem Wasserstrahl.
57. ↑  Buch: In gespaltenem Schild vorne in Blau ein linksgewendeter, steigender silberner Hirsch, hinten in Silber auf grünem Boden eine grüne Buche.
58. ↑  Bühl: In Gold ein schwarzes Hexagramm.
59. ↑  Dangstetten: In Silber an einem liegenden grünen Rebzweig eine blaue Traube und zwei aufrechtstehende Blätter.
60. ↑  Degernau: In Silber auf grünem Dreiberg, belegt mit einem von Silber und Blau siebenmal gespaltenen Schild, drei grüne Tannen.
61. ↑  Dettighofen alt: In Blau über schwarzem Dreiberg ein zunehmender gebildeter goldener Mond.
62. ↑  Detzeln: In halb geteiltem und gespaltenem Schild vorne oben in Silber ein blauer Pfahl, unten Rot, hinten in Blau ein steigender silberner Hirsch.
63. ↑  Dillendorf: In Rot ein geschliffener sechsstrahliger goldener Stern.
64. ↑  Eberfingen: In Silber auf grünem Boden drei grüne Tannen mit schwarzem Stamm.
65. ↑  Ebnet: In Blau auf grünem Boden ein schreitender silberner Eber.
66. ↑  Engelschwand: In gespaltenem Schild vorne in Silber auf grünem Boden eine grüne Tanne, hinten in Blau zwei sechsstrahlige goldene Sterne übereinander.
67. ↑  Erzingen: In Blau ein springender, golden bewehrter, golden beborsteter, rot bezungter silberner Eber.
68. ↑  Eschbach: In Rot ein sechsstrahliger goldener Stern.
69. ↑  Ewattingen: In von Silber und Blau gespaltenem Schild vorne ein aufgerichteter, rot bezungter blauer Löwe.
70. ↑  Geißlingen: In Gold ein unterhalbes achtspeichiges schwarzes Mühlrad.
71. ↑  Grießen: Schräggeteilt von Gold und Blau.
72. ↑  Grimmelshofen: In Rot zwei gekreuzte goldene Säbel.
73. ↑  Großherrischwand: In Gold auf grünem Boden eine grüne Tanne, der Stamm beseitet von zwei österreichischen Bindenschilden.
74. ↑  Grunholz: In Silber auf grünem Boden eine grüne Tanne, beseitet von zwei schwarzen Nägeln.
75. ↑  Gündelwangen: In Rot zwei schräggekreuzte goldene Schlüssel, mit den Bärten nach oben und auswärts gekehrt, beseitet von zwei silbernen Rosen.
76. ↑  Günzgen:
77. ↑  Gurtweil: In Silber ein blauer Wellenbalken.
78. ↑  Hänner: In Gold auf dem unteren Schildrand der österreichische Bindenschild, auf dessen Oberrand eine grüne Tanne.
79. ↑  Harpolingen: In Rot hinter einer goldenen Garbe schräggekreuzt ein silberner Rechen und eine silberne Sense.
80. ↑  Hartschwand: In Silber auf grünem Dreiberg eine grüne Tanne.
81. ↑  Hauenstein: In Gold ein erniedrigter, oben gezinnter roter Balken, darüber drei sechsstrahlige rote Sterne nebeneinander.
82. ↑  Herdern:
83. ↑  Hochsal: In Silber auf grünem Dreiberg, belegt mit dem österreichischen Bindenschild, eine grüne Tanne.
84. ↑  Hogschür: In gespaltenem Schild vorne in Rot ein silberner Balken, hinten in Gold auf grünem Boden eine grüne Tanne.
85. ↑  Hohentengen alt: In gespaltenem Schild vorne in Silber ein halbes durchgehendes rotes Kreuz am Spalt, hinten in Gold ein grüner Eichenzweig mit einer Eichel und drei Blättern.
86. ↑  Holzschlag: In Blau auf grünem Boden eine [nach links] fallende silberne Tanne, aus dem rechten Obereck hervorkommend eine goldene Strahlensonne.
87. ↑  Horheim: In Rot mit blau-silbernem Wolkenbord zwei schräggekreuzte goldene Schlüssel mit den Bärten nach oben und auswärts gekehrt.
88. ↑  Hornberg: In Silber auf grünem Dreiberg eine grüne Tanne, in deren unteren Ästen ein goldenes Jagdhorn hängt.
89. ↑  Hottingen: In Blau vor einer goldenen Garbe schräggekreuzt ein silberner Rechen und eine silberne Sense.
90. ↑  Hürrlingen: In Blau ein aus dem unteren Schildrand emporkommender goldener Abtsstab.
91. ↑  Hütten: In gespaltenem Schild vorne in Silber auf grünem Boden eine grüne Tanne mit schwarzem Stamm, hinten in Rot ein nach links gewendeter silberner Bischofsstab (Baselstab).
92. ↑  Immeneich: In gespaltenem Schild vorne in Blau zwei goldene Bienen übereinander, hinten in Silber ein grüner Eichenzweig mit drei Eicheln und vier Blättern.
93. ↑  Indlekofen: In Silber auf grünem Boden eine grüne Tanne mit schwarzem Stamm, dieser beseitet von zwei österreichischen Bindenschilden.
94. ↑  Kadelburg: In Silber auf grünem Dreiberg eine rote Burgruine.
95. ↑  Krenkingen: In geteiltem Schild oben von Silber und Rot fünfmal gespalten, unten Blau.
96. ↑  Küssaberg 1975-1983: In Silber auf schwarzem, von einem silbernen Wellenbalken durchzogenen steilen Berg eine rote Burg.
97. ↑  Küßnach: In Silber an einem liegenden grünen Rebzweig eine blaue Traube mit zwei Blättern.
98. ↑  Lausheim: Unter goldenem Schildhaupt, darin eine liegende blaue Hirschstange, in Blau ein steigender silberner Hirsch.
99. ↑  Lembach: In Rot schräggekreuzt ein goldener Schlüssel (Bart oben rechts) und ein silbernes Schwert mit goldenem Griff.
100. ↑  Lienheim: In Gold auf grünem Dreiberg an schwarzem Stecken ein grüner Rebstock mit beiderseits einer blauen Traube und zwei Blättern.
101. ↑  Luttingen: In Silber auf grünem Boden eine grüne Tanne, der Stamm überdeckt vom österreichischen Bindenschild.
102. ↑  Mauchen: In Silber mit silber-blauem Wolkenbord eine fünfblättrige rote Rose.
103. ↑  Menzenschwand: In Blau auf grünem Boden ein linksgewendeter, liegender silberner Hirsch.
104. ↑  Mettenberg: In Silber ein blauer Wellenschrägbalken.
105. ↑  Münchingen: In Blau auf grünem Boden ein nach links sich aufbäumendes silbernes Pferd.
106. ↑  Niedergebisbach: In gespaltenem Schild vorne in Gold ein blauer Wellenschrägbalken, hinten in Silber auf grünem Boden eine grüne Tanne.
107. ↑  Niederhof: In Blau hinter einer goldenen Garbe schräggekreuzt ein silberner Rechen und eine silberne Sense.
108. ↑  Niederwihl: In Silber auf grünem Boden eine grüne Tanne, der Stamm beseitet von den schwarzen Großbuchstaben G und N.
109. ↑  Nöggenschwiel: In halb geteiltem und gespaltenem Schild vorne oben in Silber eine [aus der Teilung wachsende] grüne Tanne, unten in Rot eine goldene Rose, hinten in Blau ein steigender goldener Hirsch.
110. ↑  Oberalpfen: In Silber ein grüner Eichenzweig mit vier Eicheln und drei Blättern.
111. ↑  Obereggingen: In Gold mit silber-blauem Wolkenbord auf grünem Boden ein aufgerichteter, rot bewehrter, rot bezungter schwarzer Bär.
112. ↑  Oberhof: In gespaltenem Schild vorne in Gold ein roter Abtsstab, hinten in Blau eine goldene Getreidegarbe.
113. ↑  Oberlauchringen: In Silber drei aufsteigende rote Spitzen.
114. ↑  Obermettingen: In Gold mit silber-blauem Wolkenbord ein blauer Wellenbalken.
115. ↑  Oberwangen: In Silber mit silber-blauem Wolkenbord ein rotes Flammenschwert mit goldenem Griff.
116. ↑  Oberwihl: In Gold auf grünem Boden drei grüne Tannen.
117. ↑  Öflingen: In Silber ein rot gezäumter schwarzer Pferdekopf.
118. ↑  Ofteringen: In Rot drei (2:1) liegende silberne Mondsicheln.
119. ↑  Rechberg: In Rot ein goldenes Doppelkreuz.
120. ↑  Reckingen: In Silber ein schräglinks liegender grüner Eichenzweig mit beiderseits einer Eichel und zwei Blättern.
121. ↑  Remetschwiel: In gespaltenem Schild vorne in Blau ein linksgewendeter, steigender silberner Hirsch, hinten in Gold auf grünem Boden eine grüne Tanne.
122. ↑  Rheinheim: In geteiltem Schild oben in Silber drei aufsteigende rote Spitzen, unten in Silber ein grüner Eichenzweig mit einer Eichel und zwei Blättern.
123. ↑  Riedern am Sand: In Rot eine goldene Sanduhr [(zwei mit der Spitze aufeinanderstehende Dreiecke)].
124. ↑  Riedern am Wald: In Silber mit silber-blauem Wolkenbord zwei schräggekreuzte rote Abtsstäbe mit nach rechts gekehrten Krümmen.
125. ↑  Rippolingen: In Gold ein aus dem unteren Schildrand emporkommender blauer Abtsstab, der Schaft überdeckt vom österreichischen Bindenschild.
126. ↑  Rotzel: In Silber auf grünem Boden zwei grüne Tannen, zwischen ihnen schwebend der österreichische Bindenschild.
127. ↑  Rotzingen: In gespaltenem Schild vorne in Gold eine schwarze Fackel mit roter Flamme, hinten in Grün eine [abgeschnittene] silberne Tanne.
128. ↑  Rüßwihl: In Silber auf grünem Boden eine grüne Tanne mit schwarzem Stamm.
129. ↑  Rütte: In Silber auf grünem Dreiberg eine grüne Tanne mit schwarzem Stamm.
130. ↑  Schachen: In Blau auf grünem Boden hinter einer goldenen Garbe eine aufrecht stehende silberne Gabel und schräggekreuzt ein silberner Rechen und eine silberne Sense.
131. ↑  Schlageten: In Silber auf grünem Dreiberg zwei grüne Tannen, zwischen ihnen schwebend der schwarze Großbuchstabe S.
132. ↑  Schmitzingen:
133. ↑  Schwaningen: In Blau ein linksgewendeter, schreitender, rot bewehrter, rot bezungter silberner Schwan.
134. ↑  Schwerzen: In Rot ein goldener Kelch.
135. ↑  Segeten: In Blau eine abgeschnittene silberne Tanne, der Stamm überdeckt von einer silbernen Säge.
136. ↑  Staufen: In gespaltenem Schild vorne in Blau ein steigender silberner Hirsch, hinten in Silber ein linksgewendeter blauer Bundschuh.
137. ↑  Stetten: In geteiltem Schild oben in Silber drei aufsteigende rote Spitzen, unten von Silber und Blau siebenmal gespalten.
138. ↑  Strittmatt: In Silber auf dem unteren Schildrand ein goldenes Schildchen, darin ein vierspeichiges schwarzes Mühlrad, auf dem Oberrand des Schildchens eine grüne Tanne mit schwarzem Stamm.
139. ↑  Tiefenhäusern: In gespaltenem Schild vorne in Gold auf grünem Boden eine grüne Tanne, hinten in Rot ein silberner Balken.
140. ↑  Tiefenstein:
141. ↑  Tiengen/Hochrhein: In Silber auf einer liegenden goldenen Mondsichel thronend die blau gekleidete, golden gekrönte und golden nimbierte Muttergottes, in der Rechten eine goldene Kugel emporhaltend, mit der Linken das auf ihrem Schoß sitzende, rot gekleidete, golden nimbierte Kind umfassend.
142. ↑  Unteralpfen: In Silber an drei liegenden grünen Lindenzweigen drei (2:1) aufrechtstehende Blätter.
143. ↑  Untereggingen: In gespaltenem Schild vorne in Silber ein blauer Wellenschrägbalken, hinten in Rot eine goldene Garbe.
144. ↑  Unterlauchringen: In von Blau und Silber geteiltem Schild oben ein schreitender silberner Schwan.
145. ↑  Untermettingen: In Rot mit silber-blauem Wolkenbord ein aus dem unteren Schildrand emporkommender goldener Abtsstab mit nach links gekehrter Krümme.
146. ↑  Unterwangen: In Silber mit silber-blauem Wolkenbord ein vierspeichiges [achtschaufliges] schwarzes Mühlrad.
147. ↑  Urberg: In Silber auf grünem Boden eine schwarze Felsenkette, hinten besetzt mit einer grünen Tanne.
148. ↑  Waldkirch: In Silber auf einem grünen Berg eine rote Kirche zwischen je zwei auf dem rechten und linken Hang wachsenden naturfarbenen Tannen, auf dem Hang unten drei ebensolche Tannen.
149. ↑  Waldshut: In Gold ein blau gekleideter Mann, den breitkrempigen Hut an einer über die Schultern gelegten Schnur auf dem Rücken, in der Rechten einen roten Knotenstock, die Linke mit der Hutschnur spielend.
150. ↑  Wallbach: In Silber auf grünem Boden ein stehender roter Hirsch neben einer aus dem rechten Schildrand kommenden Anhöhe mit drei zur Schildmitte hin größer werdenden grünen Tannen.
151. ↑  Wehrhalden: In Blau auf grünem Boden ein aus grünem Tannenwald nach links hervorspringender silberner Hirsch.
152. ↑  Weilheim alt: In Rot zwei schräggekreuzte goldene Schlüssel mit den Bärten nach unten und einwärts gekehrt.
153. ↑  Weisweil: In Silber auf grünem Berg eine rote Burgruine (Weißenburg) zwischen je einer auf dem rechten und linken Hang wachsenden naturfarbenen Tanne, auf dem Hang unten drei ebensolche Tannen.
154. ↑  Weizen: In Rot mit silber-blauem Wolkenbord ein goldener Kelch.
155. ↑  Wellendingen: In halb geteiltem und gespaltenem Schild vorne oben von Blau und Silber geteilt, unten von Silber und Rot in neun Plätzen geschacht, hinten in Blau ein steigender silberner Hirsch.
156. ↑  Wilfingen: In Silber auf grünem Boden eine grüne Tanne.
157. ↑  Willaringen: In Silber auf grünem Boden eine grüne Tanne mit rotem Stamm. Siegelbild mit Farben versehen, kein rechtsgültiges Wappen.
158. ↑  Wittenschwand: In Blau auf grünem Boden fünf (2:3) silberne Felsspitzen.
159. ↑  Wittlekofen: In gespaltenem Schild vorne in Blau ein linksgewendeter, steigender goldener Hirsch, hinten in Silber auf grünem Boden eine grüne Tanne mit schwarzem Stamm.
160. ↑  Wolpadingen: In gespaltenem Schild vorne in Silber ein linksgewendeter, aufgerichteter roter Leopard, hinten in Silber auf grünem Boden eine grüne Tanne.
161. ↑  Wutöschingen alt: In geteiltem Schild oben in Silber ein halbes achtspeichiges schwarzes Mühlrad an der Teilung, unten in Rot eine gestürzte goldene Pflugschar.